# Vesicularia orbicifolia
Vesicularia orbicifolia är en bladmossart som beskrevs av C. Müller 1901. Vesicularia orbicifolia ingår i släktet Vesicularia och familjen Hypnaceae. Inga underarter finns listade i Catalogue of Life.